# Wajik (Lamongan, Oost Java)
Wajik is een bestuurslaag in het regentschap Lamongan van de provincie Oost-Java, Indonesië. Wajik telt 1743 inwoners (volkstelling 2010).